# Philippe Pétain
Philippe Pétain (Henri Philippe Benoni Omer Joseph Pétain) (n. 24 aprilie 1856, Franța – d. 23 iulie 1951, Franța) a fost un mareșal al Franței care a ocupat funcția de șef al statului în Regimul de la Vichy (Chef de l'État Français) din 1940 până în 1944. Pétain, care în 1940 avea 84 de ani, a fost cel mai în vârstă șef al statului francez din toate timpurile.
Erou din Primul Război Mondial, acțiunile sale din timpul celui de-al Doilea Război Mondial l-au adus în fața tribunalului care l-a condamnat la moarte cu anularea drepturilor și onorurilor civice și militare pentru înaltă trădare și colaboraționism cu Germania Nazistă. Condamnarea la pedeapsa capitală a fost comutată de Charles de Gaulle în închisoare pe viață. În zilele noastre, Pétain este considerat un trădător, iar pétainisme este un termen peiorativ folosit pentru definirea unui anumit tip de politică reacționară.

## Tinerețea și prima parte a carierei militare
Henri Philippe Benoni Omer Joseph Pétain s-a născut în Cauchy-à-la-Tour (departamentul  Pas-de-Calais, nordul Fanței) în 1856. Unchiul său, părintele Lefebrve, a fost un preot catolic, fost luptător în armata lui Napoleon Bonaparte. Povestirile despre armată pe care el i le-a spus micului Petain i-ar fi decis precoce destinul viitorului mareșal. Astfel, Petain s-a înrolat în armata franceză în 1876, iar în 1887 a fost admis la Academia Militară Saint-Cyr și mai apoi la Școala Superioară de Război din Paris. El a avansat încet în carieră, în parte din cauza respingerii filozofiei armatei franceze cu privire la asaltul susținut de infanterie, fiind în favoarea „focului încrucișat ucigător”. Tacticile apărate de el s-au dovedit în cele din urmă corecte în timpul primului război mondial. În 1890 a fost avansat la gradul de căpitan, iar în 1900 a devenit maior – comandant de batalion. Spre deosebire de cei mai mulți ofițeri francezi, a fost repartizat numai în garnizoane din Franța continentală, nu și în Africa sau Indochina. În 1911 a devenit comandantul  Regimentului al 33-lea de infanterie din Arras. Tânărul locotenent Charles de Gaulle, care a fost sub comanda lui în acele vremuri, scria despre această perioadă că: „primul colonel, Pétain, m-a învățat Arta Conducerii”. În primăvara anului 1914, Pétain a primit comanda unei brigăzi, deși mai avea încă gradul de colonel. Cum i se spusese că nu va fi niciodată înaintat la gradul de general, el și-a cumpărat o casă unde dorea să se retragă la pensionare. (Avea deja vârsta de 58 de ani).

## Primul război mondial
Pétain s-a remarcat în timpul luptelor primului război mondial, fiind mai târziu considerat un erou și un „salvator al Verdunului”. La sfârșitul lunii august 1914, el a fost avansat rapid la gradul de general de brigadă și i s-a dat comanda Diviziei a 6-a în timpul primei bătălii de la Marna. În octombrie 1914 a fost avansat la comanda Corpului al 33-lea de armată. După luptele din primăvara anului 1915 (a treia bătălie din Artois), a primit comanda Armatei a 2-a pe care a condus-o în ofensiva din Champagne din toamna aceluiași an. În această perioadă și-a cucerit faima de cel mai de succes comandant de pe frontul de vest.
Pétain a comandat Armata a 2-a la începutul Bătăliei de la Verdun. În timpul desfășurării bătăliei a fost promovat Comandant al Grupului de Armate Centru, compus din 52 de divizii. I-a fost atribuită faimoasa frază Nu vor trece! franceză „On ne passe pas!” deși, în realitate a fost rostită de Robert Nivelle, succesorul său la comanda Armatei a 2-a, care avea să-l înlocuiască în 1916 pe Joseph Joffre în funcția de comandant suprem francez.
Datorită uriașului său prestigiu militar, Pétain a ocupat pentru puțină vreme funcția de șef al Marelui Stat Major, după care l-a înlocuit pe Nivelle în 1917 în funcția de comandant suprem al armatei franceze, după dezastrul „ofensivei Nivelle” și rebeliunea soldaților francezi care a urmat dezastrului. Pétain a înăbușit revolta soldaților prin pedepse selective ale liderilor răsculaților, dar, în același timp, a îmbunătățit condițiile de viață ale soldaților (hrană, îmbrăcăminte și încartiruire, plus mai multe permisii) și a promis ca, pe viitor, viețile militarilor să nu mai fie sacrificate în ofensive fără rost. Pétain a planificat și condus o serie de ofensive cu obiectiv limitat încununate cu succes în ultima parte a anului 1917, dar, spre deosebire de englezi, nu s-a angajat în nicio ofensivă majoră până la venirea grosului trupelor americane în vara anului 1918.
În anul 1918 au avut loc câteva dintre cele mai importante ofensive germane de pe frontul de vest. Prima dintre acestea, "Michael" (martie), a amenințat ruperea frontului în două prin separarea armatelor franceze de cele britanice. După ce Pétain a amenințat că se va retrage spre Paris, Ferdinand Foch a fost numit Generalissim Aliat, coordonator al tuturor forțelor aliate. A treia ofensivă din acel an, "Blucher" (mai), a dus la un important câștig teritorial german în Aisne. În timpul acestei ofensive, comandantul armatei franceze vizate de atac a ignorat ordinele lui Pétain, lăsându-și oamenii din subordine să cadă victime ale bombardamentului inițial masiv al germanilor. La sfârșitul aceluiași an, Pétain a fost trecut sub ordinele lui Foch, care și-a asumat treptat responsabilitatea pentru conducerea ofensivelor aliate. Pétain a fost avansat la gradul de mareșal în noiembrie 1918.

## Perioada interbelică
Pétain nu s-a căsătorit decât după război. Despre el au circulat zvonuri că ar fi fost un afemeiat, iar, în momentul declanșării bătăliei de la Verdun, ar fi fost adus pe front direct din alcovul uneia dintre multele sale amante. După război, Pétain s-a căsătorit cu o veche iubită, Madame Hardon, care a rămas alături de el până la sfârșitul vieții.
La sfârșitul războiului a fost încurajat să intre în politică, dar a preferat să rămână în armată, comandând trupele franceze participante la războiul din Rif (1920) și în al doilea război marocan în 1925. Pétain s-a retras în cele din urmă ca Inspector general al armatei, la vârsta de 75 de ani, în 1931.
În 1934 a fost numit în cadrul cabinetului francez ca ministru de război sau ca secretar de stat. În această perioadă a fost unul dintre promotorii politicii „împăciuitoriste” față de Germania nazistă. După victoria lui Franco în războiul civil spaniol, Pétain a fost numit ambasador la Madrid în martie 1939.

## Al Doilea Război Mondial și regimul de la Vichy

Drapelul prezidențial al Franței vichyiste

Până în vara anului 1940, Pétain a fost un personaj foarte prețuit atât în țară cât și în străinătate. Premierul francez Paul Reynaud l-a cooptat în cabinet împreună cu generalul Maxime Weygand și nou promovatul general de brigadă de Gaulle, sperând că acest trio va ajuta la reînnoirea spiritului de rezistență și al patriotismului francezilor.
Maxime Weygand s-a dovedit incapabil să oprească înaintarea germană în a doua parte a Bătăliei Franței. Atunci când înfrângerea Franței metropolitane a devenit doar o problemă de timp, cabinetul a luat în considerație continuarea luptelor în Africa de nord, alături de aliații britanici. Pétain a refuzat să părăsească țara, iar impasul în care a intrat cabinetul a fost dezamorsat numai de demisia lui Reynaud și de numirea de către președintele Albert Lebrun ca nou prim-ministru a lui Pétain. Bătrânul mareșal a primit puteri excepționale din parte șefului statului. Constituționalitatea acestor schimbări a fost contestată de Charles de Gaulle, dar, în acele momente, Pétain a fost considerat de mulți francezi ca salvator providențial al patriei.
Pe 22 iunie, Pétain a semnat armistițiul cu Germania Nazistă, prin care accepta ca Reich-ul să preia controlul asupra nordului și vestului Franței, a coastei atlantice, inclusiv asupra capitalei Paris. Guvernului francez îi revenea controlul asupra a aproximativ două cincimi din teritoriul Franței metropolitane. Capitala de jure a rămas Parisul, în vreme ce capitală administrativă a fost desemnat orașul Vichy.
Camera Deputaților și Senatul s-au reunit într-o ședință comună pe 10 iulie pentru a ratifica armistițiul. În aceeași ședință, cu 569 voturi pentru, 80 împotrivă și 18 abțineri, Pétain a primit dreptul de a promulga o nouă constituție, care ducea la încheierea perioadei de existență a celei de-a treia Republici Franceze. În ziua următoare, Pétain creează o nouă constituție, mult mai scurtă și mai severă decât cea veche, instaurând o nouă capitală, un nou drapel și un nou imn național. Și-a asumat puteri dictatoriale, ca „Șef al statului”.
Pétain a început să blameze A Treia Republică Franceză și politica sa liberală pentru înfrângerea din război. El a pus bazele unui regim autoritarist. Deviza națională „Liberté, égalité, fraternité” a fost înlocuită cu una nouă:  „Travail, famille, patrie” (Muncă, familie, patrie).  Elementele conservatoare din noua conducere au folosit momentul pentru lansarea unui program ambițios cunoscut ca „Revoluția Națională”, prin care s-a încercat înlocuirea tradițiilor liberale și seculare (laice) ale Republicii Franceze cu unele autoritarist-paternaliste și catolice.
Pétain s-a folosit de puterile sale pentru a lua măsuri dure, de demitere a funcționarilor republicani, de instituire a unei jurisdicții excepționale, de proclamare a unor legi antisemite și de întemnițare a oponenților și refugiaților străini. El a fost inițiatorul și organizatorul „Légion Française des Combattants”  și a altor grupuri de sprijin al regimului său. Pétain a devenit apărătorul unei Franțe rurale și catolice, respingând în același timp orice formă de internaționalism. În ciuda faptului că Franța capitulase și devenise o marionetă a lui Hitler, Pétain a continuat să conducă ghidându-se după principii militare. 
Nici Pétain, nici vreunul dintre succesorii săi, Pierre Laval, Pierre-Etienne Flandin ori François Darlan nu s-a opus cererilor Germaniei pentru sprijinirea indirectă a Axei.
Se amintește că totuși, atunci când Hitler s-a întâlnit cu Pétain la Montoire în octombrie 1940 pentru discuții pe tema rolului Franței în noua „ordine europeană”, mareșalul „l-a ascultat pe  Hitler în tăcere. Nici măcar o dată nu a rostit un cuvânt de simpatie pentru Germania”. Cu toate acestea, Regimul de la Vichy a rămas un stat neutru, dar în conflict cu Franța Liberă. După ce britanicii au atacat și scufundat flota franceză de la Mers el Kébir și de la Dakar, Pétain a hotărât să colaboreze cu ocupantul nazist. Pétain a acceptat crearea unei forțe armate colaboraționiste „Milice française”, pusă sub comanda maiorului SS Joseph Darnand. Această forță pronazistă a desfășurat împreună cu forțele germane o campanie de represiune îndreptată împotriva Rezistenței ("maquis"). Pétain l-a numit pe Darnand secretar de stat al Ministerului Ordinii (Secrétaire d'Etat au Maintien de l'Ordre). În august 1944, Pétain a încercat să se distanțeze de crimele milițienilor, scriind o scrisoare lui Darnand prin care critica „excesele” organizației. Darnand i-a răspuns sarcastic lui Pétain, cum că ar fi trebuit să se „gândească la asta mai înainte”.
Pétain a aprovizionat forțele Axei cu mari cantități de bunuri manufacturate și stocuri de alimente și a ordonat trupelor din subordinea guvernului său staționate în colonii să se angajeze în lupte împotriva Aliaților în Dakar, Siria, Madagascar, Oran și Maroc, pentru a respecta prevederile armistițiului din 1940 și a acceptat prezența forțelor germane fără să opună rezistență în Siria, Tunisia și sudul Franței.
Pe 11 noiembrie 1942, Germania a invadat și ocupat militar „Zona liberă” ca urmare a debarcării britanico-americane din Africa de nord și a acordului amiralului vichyist François Darlan să coopereze cu Aliații. Deși Franța vichyistă a continuat să existe din punct de vedere oficial, Pétain a rămas doar un om de paie, de vreme ce naziștii au abandonat orice urmă de „independență” a guvernului de la Vichy. Mareșalul Pétain a rămas totuși o figură cu o oarecare popularitate, fiind ovaționat de mulțime în 1944, atunci când a participat la slujba de Paști de la Catedrala Notre Dame din Paris. Pe 7 septembrie 1944, el și alți câțiva membri ai guvernului său au fost mutați cu forța în Sigmaringen (Germania), iar la scurtă vreme și-a dat demisia din funcția de șef al statului.

## Procesul și urmările din perioada postbelică
În 1945, Pétain a fost judecat pentru colaboraționism și, după ce a fost găsit vinovat, a fost condamnat la moarte prin împușcare. Charles de Gaulle, care a ocupat pentru ceva vreme după război postul de prim-ministru al Franței, i-a comutat sentința la închisoare pe viață, datorită vârstei înaintate cât și a meritelor din timpul primului război mondial. În închisoarea de pe Île d'Yeu, o insuliță din Oceanul Atlantic, Pétain s-a senilizat rapid, având nevoie de îngrijire continuă. A murit la vârsta de 95 de ani, în 1951. A fost îngropat în complexul penitenciar, deși au existat unele voci care au cerut ca rămășițele sale pământești să fie îngropate în mormântul pregătit pentru el la Verdun.
În zilele noastre, în Franța, cuvântul pétainisme definește ideologia autoritaristă și reacționară, care este animată de nostalgia pentru o societate rurală, agricolă, tradiționalistă și catolică.